# كيلي أوفرتون
كيلي أوفرتون (بالإنجليزية: Kelly Overton)‏ هي ممثلة ومخرجة وكاتبة سيناريو أمريكية ولدت في يوم 28 أغسطس 1978 في ويلاربهام في ولاية ماساتشوستس في الولايات المتحدة، هي من أصل شيروكي، مثلت في عدة أفلام ومسلسلات وقد مصلت دور كريستي مونتيرو في فيلم تيكن ومثلت أيضاً في مسلسل ترو بلاد ومسلسل الجميلة والوحش ومسلسل إن سي آي إس.

## روابط خارجية
- كيلي أوفرتون على موقع IMDb (الإنجليزية)
- كيلي أوفرتون على موقع ألو سيني (الفرنسية)
- كيلي أوفرتون على موقع أول موفي (الإنجليزية)
- كيلي أوفرتون على موقع قاعدة بيانات برودواي على الإنترنت (الإنجليزية)
- كيلي أوفرتون على موقع قاعدة بيانات الأفلام السويدية (السويدية)
- كيلي أوفرتون على موقع قاعدة بيانات الفيلم (الإنجليزية)
- كيلي أوفرتون على موقع كينوبويسك (الروسية)